# Saíbe Anaca
Saíbe Anaca (Sahib an-Naqa - lit "mestre da camela"), nascido Iáia ibne Zacarauai (Iahia ibn Zakarauaih), foi um líder dos carmatas no deserto da Síria nos primeiros anos do século X.

## Vida
Iáia foi o filho mais velho do líder carmata Zacarauai ibne Mirauai e um descendente do sétimo imame ismailita, Maomé ibne Ismail. Seu nome faz direta alusão a João Batista (conhecido como Iáia ibne Zacaria no islamismo), mas também assumiu o título de "Saíbe Anaca" ("mestre da camela") e reclamou ser o aguardado Mádi sob o nome "Maomé ibne Abedalá". Junto com seu irmão Huceine, Iáia estabeleceu uma base de operações em Palmira. Os irmãos foram bem sucedido em adquirir apoio de muitos beduínos locais — especialmente dos calbitas, assim adquirindo uma potente força militar.
De sua base, eles começaram a lançar raides contra as províncias abássida e tulúnida da Síria, com efeito devastador. Em 902, os carmatas derrotaram os tulúnidas sob Tugueje ibne Jufe próximo de Raca, e lideram cerco de Damasco. A cidade foi protegida por Tugueje com sucesso, e Iáia foi morto. A liderança passou para seu irmão, que assumiu o título de "homem com a marca", e liderou os carmatas até sua derrota, captura e execução após a batalha de Hama, em novembro de 903. Zicrauai, o pai dos irmãos, também rebelou-se em 906 próximo de Cufa, mas foi morto no ano seguinte durante um ataque contra a caravana haje. Com estas derrotas, o movimento carmata virtualmente deixou de existir no deserto da Síria, embora sua contraparte no Barém permaneceu uma ameaça ativa até várias décadas depois.